# 登米市立横山小学校
登米市立横山小学校（とめしりつ よこやましょうがっこう）は、宮城県登米市に所在した公立小学校。

## 学校教育目標
夢と希望を持ち心豊かでたくましく生きる子供の育成

## 沿革
- 1873年（明治6年） - 北沢村に克己小学校、南沢村に好尚小学校がそれぞれ創設
- 1878年（昭和11年） - 北沢公立小学校、南沢公立小学校がそれぞれ改称
- 1886年（明治19年） - 北沢中等科小学校を横山尋常小学校、南沢初等科小学校を南沢分教場にそれぞれ改称
- 1899年（明治32年） - 南沢分教場が南沢尋常小学校として設立
- 1902年（明治35年） - 横山尋常小学校が横山尋常高等小学校に改称
- 1909年（明治42年） - 南沢小学校を統合
- 1926年（大正15年） - 青年学校令により横山村青年学校に改称
- 1941年（昭和16年）4月 - 横山国民学校に改称
- 1947年（昭和22年）4月 - 新学制公布により横山村立横山小学校に改称
- 1954年（昭和29年）11月 - 合併により津山町立横山小学校に改称
- 1964年（昭和39年） - 体育館完成
- 1973年（昭和48年）3月 - 南沢分校が廃校
- 1981年（昭和5年） - 新校舎完成
- 2005年（平成17年）4月 - 合併により登米市立横山小学校に改称
- 2023年（令和5年）3月31日 - 登米市立柳津小学校と統合して、新設の登米市立津山小学校が開校するため、閉校。

## 通学区域
- 横山区域[4]

## 卒業後の進路
- 登米市立津山中学校[4]